# Joannes Franciscus Carolus Int Panis

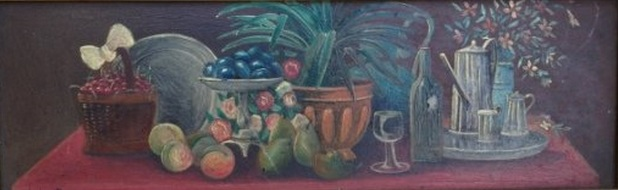
Stilleven op glas

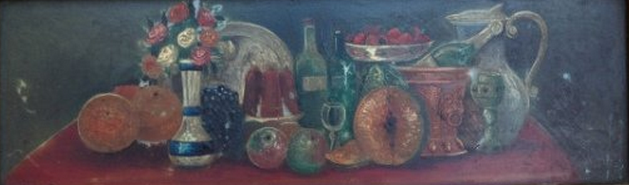
Stilleven op glas

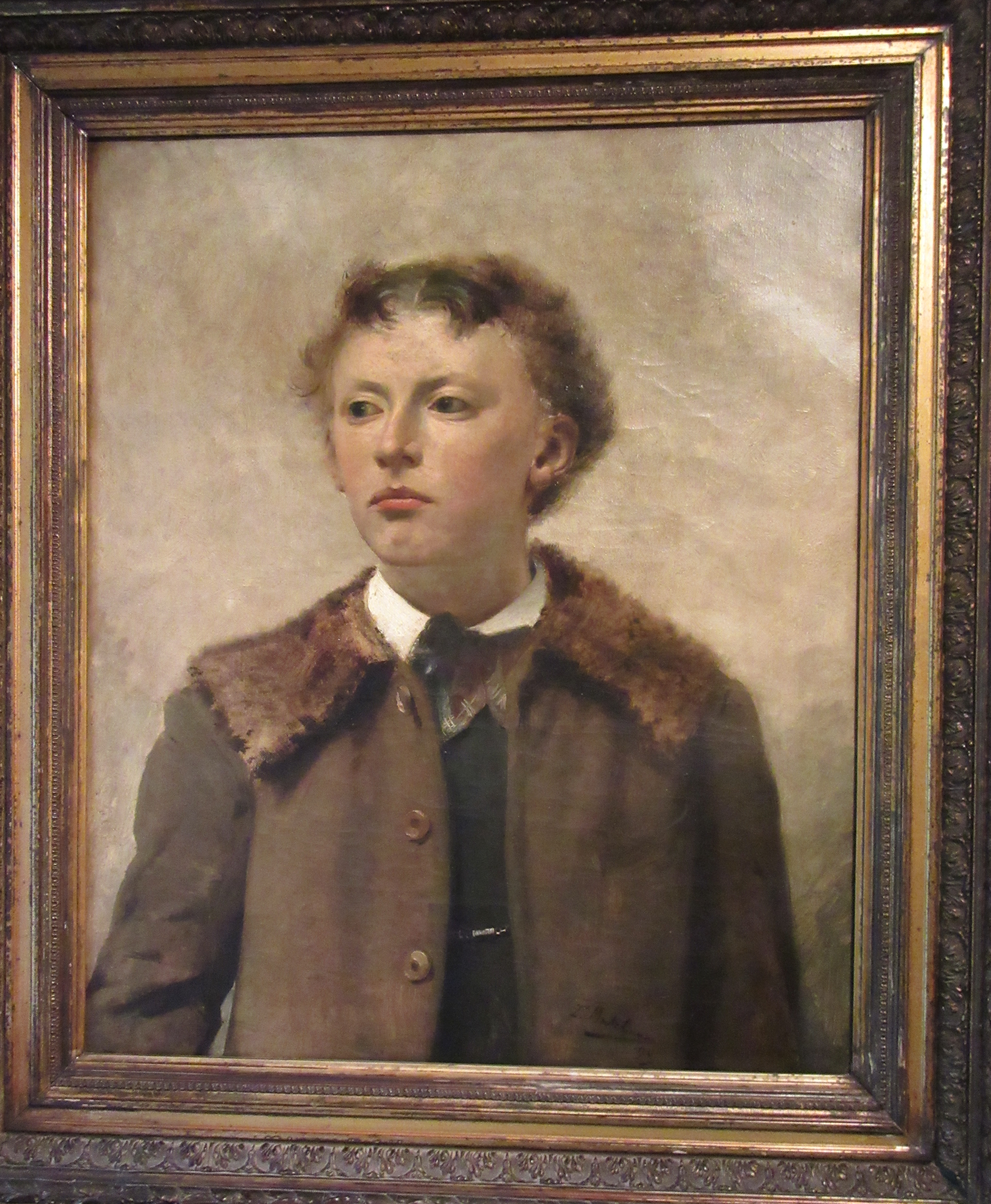
Zoon Florent Int Panis geschilderd door Frans Mortelmans ~1890 Antwerp

Charles Int Panis (Antwerpen, 19 juni 1844 - aldaar, 24 april 1897) was een Belgisch schilder en kunstenaar. Hij woonde en werkte in Antwerpen.

## Leven
Charles Int Panis (ook In't Panis) was een 19de-eeuws kunstschilder. Hij werd in Antwerpen geboren op 19 juni 1844 als Joannes Franciscus Carolus Int Panis, als vierde kind van een Limburgse vader (die dan al 53 jaar oud is) en een 22 jaar jongere Antwerpse moeder.
Vanaf 1863-1864 vinden we hem terug aan de Koninklijke Academie voor schone kunsten in Antwerpen die in die periode een sterke groei kende en haar 200-jarig bestaan vierde. De resultaten van de studenten worden gepubliceerd in dagbladen. Charles volgt er de richting "Bouwkunde" en “Kunst toegepast op de stielen” in de middelbare graad. In 1864 wint hij meteen een eerste en een tweede prijs (voor 'teekening naer het pleister en voor decoratieschildering van Prof. Schaefels).
In 1866 en 1867 krijgt hij les van Frans Andries Durlet (toen "leraar der bouwkunde en der tekening toegepast op kunst en nijverheid") en Charles wint telkens de tweede prijs.
Na het overlijden van Prof. Durlet in 1867 zet Charles Int Panis zijn hogere studies verder aan de Antwerpse Academie. In 1868 krijgt hij volgens de archieven van het "Nationaal hoger instituut en koninklijk academie voor schone kunsten Antwerpen" een eervolle vermelding voor een tentoonstelling van zijn werk. In 1869 haalt hij zelfs de eerste prijs “uitmuntendheid met zilveren medaille groot vaandel”.
Onder leiding van de jonge Prof. Jan-Lodewijk Baeckelmans die in 1867 Durlet opvolgde zet hij zijn studies verder tot in 1871, het jaar waarin ook Baeckelmans geheel onverwacht overlijdt.
Hij kwam voor zover bekend nooit in contact met de beruchte Prof. Siberdt (die enige tijd later zowel Vincent Van Gogh als Eugeen Van Mieghem zou wegsturen).
Charles studeert af als primus. Hij gaat aan het werk als restaurateur in het Museum voor schone kunsten.
Een van zijn opdrachten in 1878 was het versieren van de Antwerpse Onze-Lieve-Vrouwekathedraal voor Maria Hemelvaart op 15 augustus. 'Het Handelsblad' bericht daar uitgebreid over op 14/8/1878 en besluit dat MM Int Panis in deze 'zoo moeilijke taak, volkomen is gelukt'.
Charles Int Panis kende o.a. Frans Mortelmans en zijn broer was gehuwd met de zus van Piet Verhaert. Zijn achternicht trouwde beeldend kunstenaar Alfons Van Meirvenne.
Hij overlijdt op 24 april 1897 in Antwerpen, amper 52 jaar oud.
1. ↑  Het Handelsblad, 14 augustus 1878
2. ↑  Notariaat Antwerpen rep: 12525 - nr: 0033. Notaris: Belloy Jean François te Antwerpen